# Ferruccio Ferroni
Ferruccio Ferroni (Mercatello sul Metauro, 27 luglio 1920 – Senigallia, 5 settembre 2007) è stato un fotografo italiano.

## Biografia
(Mario Giacomelli)
Nato a Mercatello sul Metauro, Ferruccio Ferroni è quasi sempre vissuto a Senigallia. Nel dopoguerra, dopo aver scontato con due anni di sanatorio il lungo periodo di prigionia in Germania, si avvicina alla fotografia grazie ai suggerimenti di Giuseppe Cavalli, avvocato di vasta cultura che tentava di imprimere un nuovo impulso al mondo fotografico e che nel 1947 aveva firmato come segretario e ispiratore del circolo milanese “La Bussola” un “Manifesto” teorico pubblicato nel numero di maggio della rivista “Ferrania” che si richiamava agli assunti del “Breviario di estetica” di Benedetto Croce. Ferroni, invece, era iscritto al circolo veneziano “La Gondola” che annoverava, accanto al segretario Paolo Monti, autori del calibro di Ferruccio Leiss, Toni Del Tin, Gino Bolognini, poi integrati da due giovani di valore come Gianni Berengo Gardin e Fulvio Roiter. Quando Cavalli fonda a Senigallia nel 1954 il circolo Misa, Ferroni si iscrive subito e si trova accanto, fra gli altri, Piergiorgio Branzi, Alfredo Camisa, Riccardo Gambelli e, ovviamente, Mario Giacomelli. Parallela alla professione di avvocato, che eserciterà dal 1953 al 1992, Ferruccio Ferroni sviluppa un'attività fotografica che, pur svolgendosi in ambito amatoriale, si caratterizza per un rigore e un equilibrio propri del professionismo.
L'attenzione per la stampa, la precisione con cui organizzava l'archivio, la ricerca dei migliori materiali e la grande conoscenza di macchine e obiettivi hanno da sempre caratterizzato il lavoro del fotografo marchigiano, anche se il vero elemento propulsivo è stata la sua profonda passione per la ricerca espressiva. Da subito ottiene importanti risultati come, nel 1950, il prestigioso premio al Grand Concours International de Photographie indetto dalla rivista svizzera “Camera” e partecipa a mostre significative fra cui si possono ricordare l'Esposizione Internazionale Fotografica (Milano, 1952), la Mostra della fotografia italiana (Firenze, 1953) o la “Subjektive Fotografie 2” (Saarbrucken 1954/1955). 
C'è un allontanamento nella sua attività fotografica destinata ai circoli fotografici italiani ed internazionali, perché dal 1957 al 1984 si dedica completamente al lavoro e alla famiglia, ma continuerà a fotografare con la sua Hasselblad 6x6 e diapositive a colori, in particolare nei viaggi di famiglia, dove si nota in fase d ripresa lo stesso intento creativo e ricercato che lo caratterizzava negl'anni cinquanta; la sua fotografia a colori è stata per la prima volta indagata da Marcello Sparaventi ed Alberto Masini nel volume "Nel silenzio. Ferroni a colori. Le fotografie a colori di Ferruccio Ferroni dal 1955 al 2000", edito nel 2014 da Omnia Comunicazione in collaborazione con il Fotoclub di Potenza Picena.
Nel 1985 riprenderà la sua attività in camera oscura e la fotografia in bianco e nero, dimostrando che negl'anni il suo stile non si è affatto appannato. Le nuove ricerche lo portano ad esporre in numerose mostre personali e collettive in Italia e all'estero, a ricevere riconoscimenti dalla FIAF (Maestro della Fotografia nel 1996 e Autore dell'anno nel 2006) a pubblicare alcuni volumi monografici fra cui “Immagini inventate” che vince nel 1999 a Padova il premio come miglior libro fotografico dell'anno. Nel 2007 a Fano presso la Saletta Nolfi espone per l'ultima volta, partecipando con la moglie Lidia all'inaugurazione della mostra "Un modo sublime" a cura di Marcello Sparaventi, con il catalogo edito da Omnia Comunicazione, che raccoglie le sue schede di stampa originali dal 1949 al 2005.
Pur non valutato come avrebbe meritato dal mondo del collezionismo sue immagini sono conservate in alcune collezioni pubbliche (la collezione permanente della “Subjektive Fotografie”, la Biblioteque National di Parigi, il Museo Alinari di Firenze, il Museo d'arte moderna di Senigallia) e private. 
Nel libro edito nel 2016 "Italian Humanist Photography from Fascism to the Cold War" scritto da Martina Caruso ed edito da Bloomsbury Academic a Londra, viene scelta per la copertina del libro inglese la fotografia “Ballerini” del 1954 di Ferruccio Ferroni.